# Shreenagar
Shreenagar – gaun wikas samiti w zachodniej części Nepalu w strefie Karnali w dystrykcie Mugu. Według nepalskiego spisu powszechnego z 2011 roku liczył on 772 gospodarstwa domowe i 3906 mieszkańców (1889 kobiet i 2017 mężczyzn).